# Sprockhof
Sprockhof ist ein Dorf in der Gemeinde Wedemark in der niedersächsischen Region Hannover und gehört zum Ortsteil Berkhof.

## Geografie
Sprockhof liegt etwa 25 km nördlich von Hannover direkt an der Landesstraße 190 Langenhagen-Walsrode.

## Geschichte
Der kleine Ort Sprockhof hat sich aus einem Einzelhof, dem Sprockhoff, entwickelt. Im Jahr 1380 wird der Name Hans von dem Sprockhoue in einem Urkundenbuch des Staatsarchivs Hannover genannt. Die Eintragung beinhaltet Hebungen beziehungsweise Abgaben über Roggen und Buchweizen. Der Name Sprockhof kommt von der Bezeichnung „Sprock“, was Reisig bedeutet und einst ein wichtiges Material für Haus, Hof und Feld war. Der Schwanenhals des Berkhofer Wappens ist dem Familienwappen der Sprockhoffs (Tönnieshof) entnommen. Im Mittelalter symbolisierte der Schwan die stetige Wiederkehr des Frühlings. Die Orte Berkhof, Plumhof und Sprockhof sind in dem Wappen von Berkhof vereint dargestellt. 1589 wurden im Schatzregister der Großvogtei Celle sechs Höfe in Sprockhof registriert.
Seit 1929 gehörte Sprockhof zur Gemeinde Berkhof. Im Zuge der Gebietsreform in Niedersachsen, die am 1. März 1974 stattfand, wurde diese in die Gemeinde Wedemark eingegliedert.

## Politik

### Ortsrat
Der Ortsrat verantwortet die Ortsteile Bennemühlen, Berkhof (mit Plumhof und Sprockhof) und Oegenbostel (mit Bestenbostel und Ibsingen) gemeinsam und besteht aus sieben Ratsmitgliedern der folgenden Parteien:
- WGW: 4 Sitze
- CDU: 3 Sitze

(Stand: Kommunalwahl 12. September 2021)

### Ortsbürgermeister
Der Ortsbürgermeister ist Dirk Görries (WGW). Sein Stellvertreter ist Martin Becker (CDU).

## Kultur und Sehenswürdigkeiten

### Bauwerke
- Haus Hemme

### Regelmäßige Veranstaltungen
- Ab dem Jahr 2005 ermöglicht der Bildhauer Jürgen Friede jährlich der interessierten Öffentlichkeit einen Besuch seines Ateliers nahe Sprockhof. Diese in jedem Mai stattfindende Kunstausstellung „Atelierspaziergang“ in Hannover und in den umliegenden Gemeinden wird ausgerichtet von der Region Hannover.[5][6]

### Fotogalerie

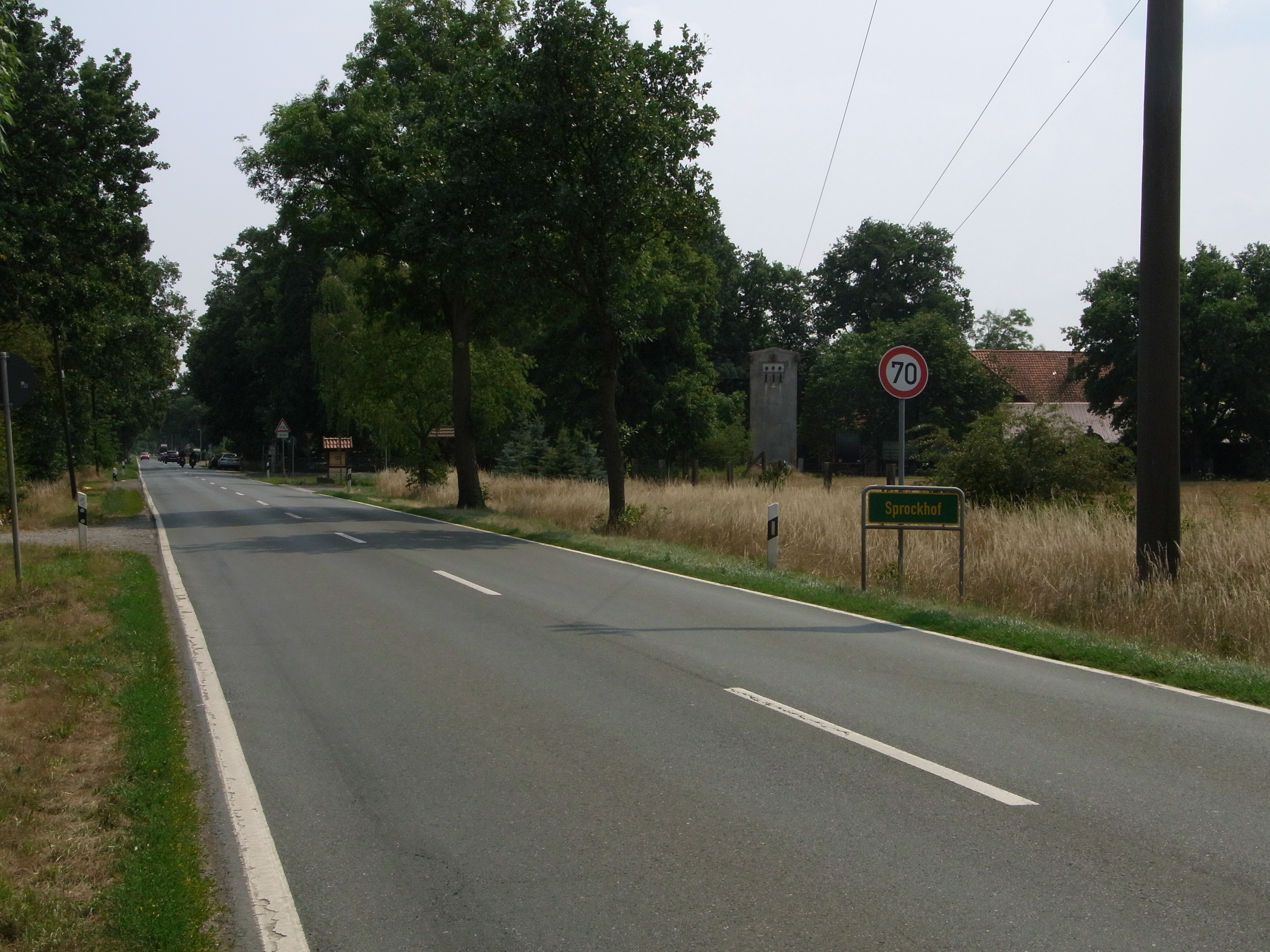
Ortsdurchfahrt Sprockhof auf der L 190 aus Richtung Norden
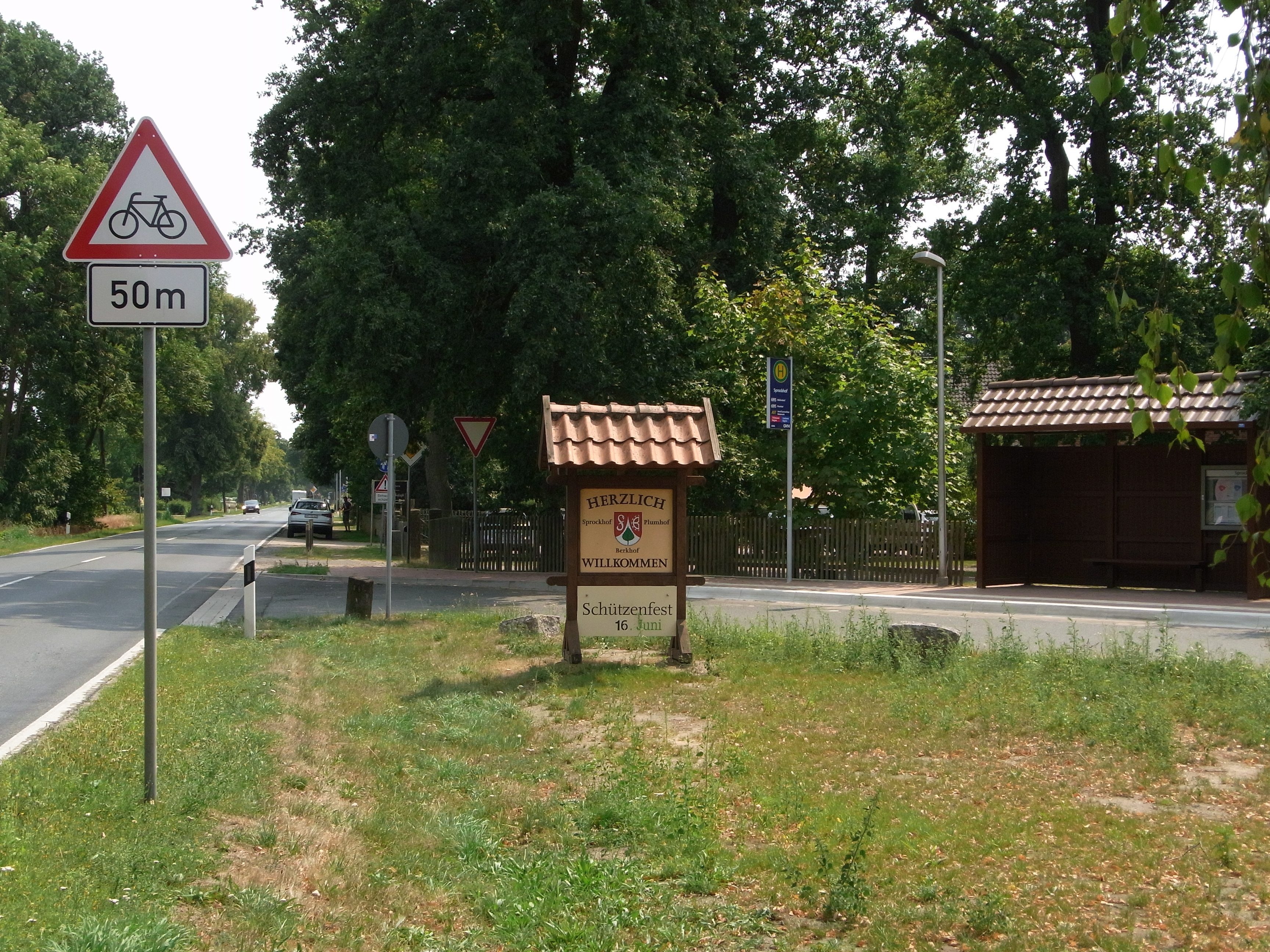
Begrüßungsschild vor dem Ortseingang neben der L 190
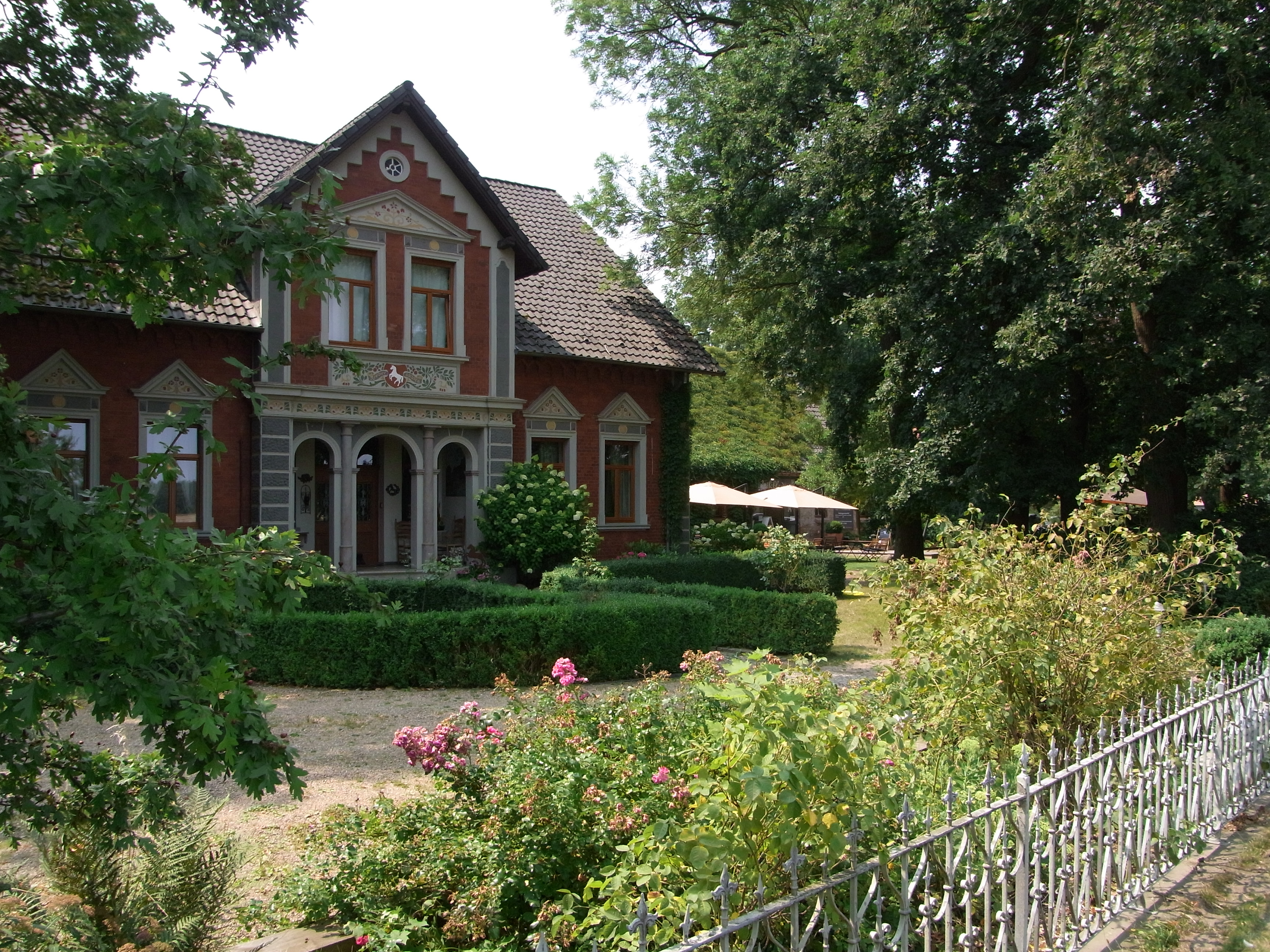
Haus Hemme (Hemme-Milch), direkt an der L 190, im Hintergrund Milchladen und Cafe
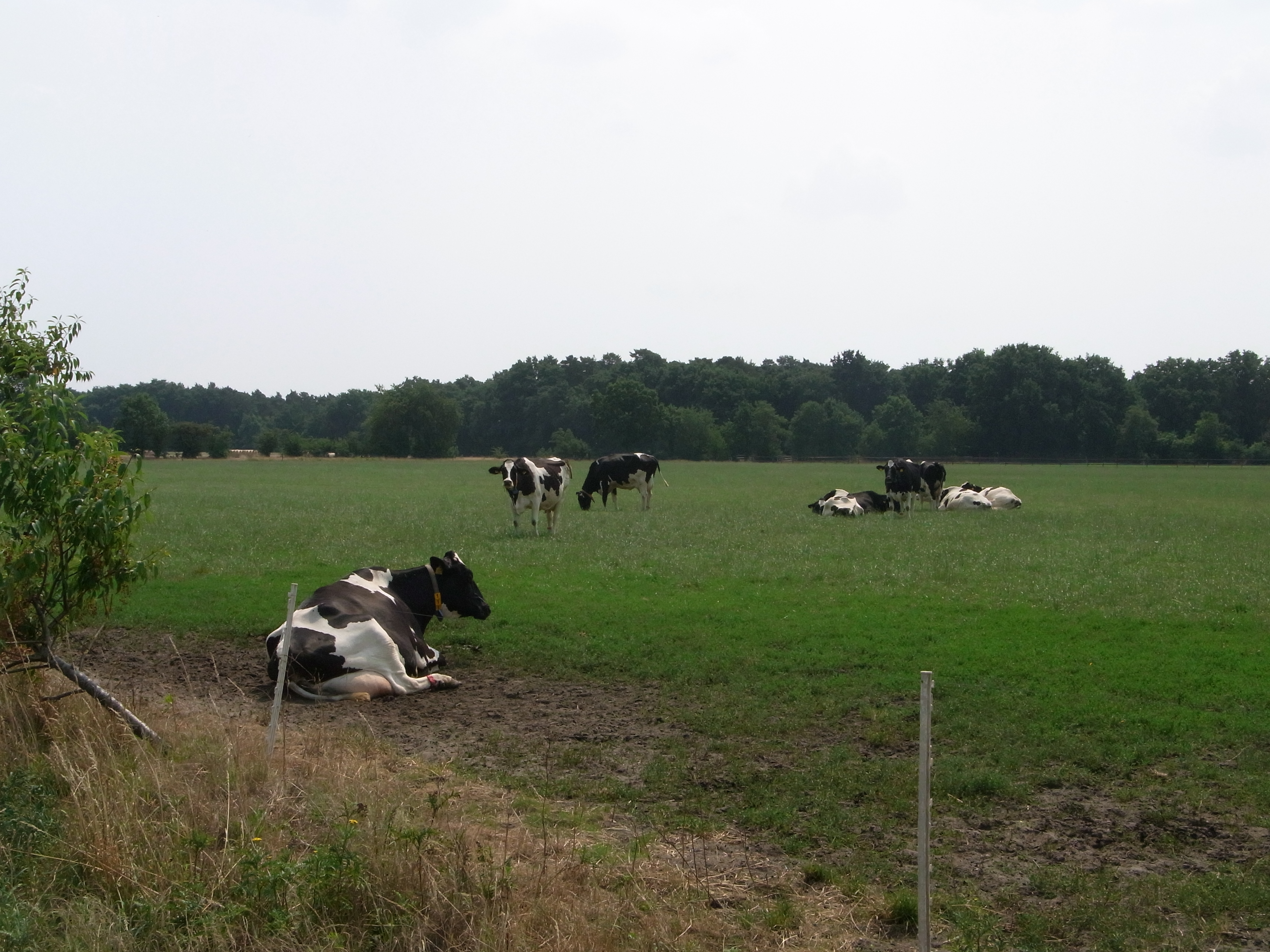
Kühe auf der Weide – Milchwirtschaft im Norden der Wedemark
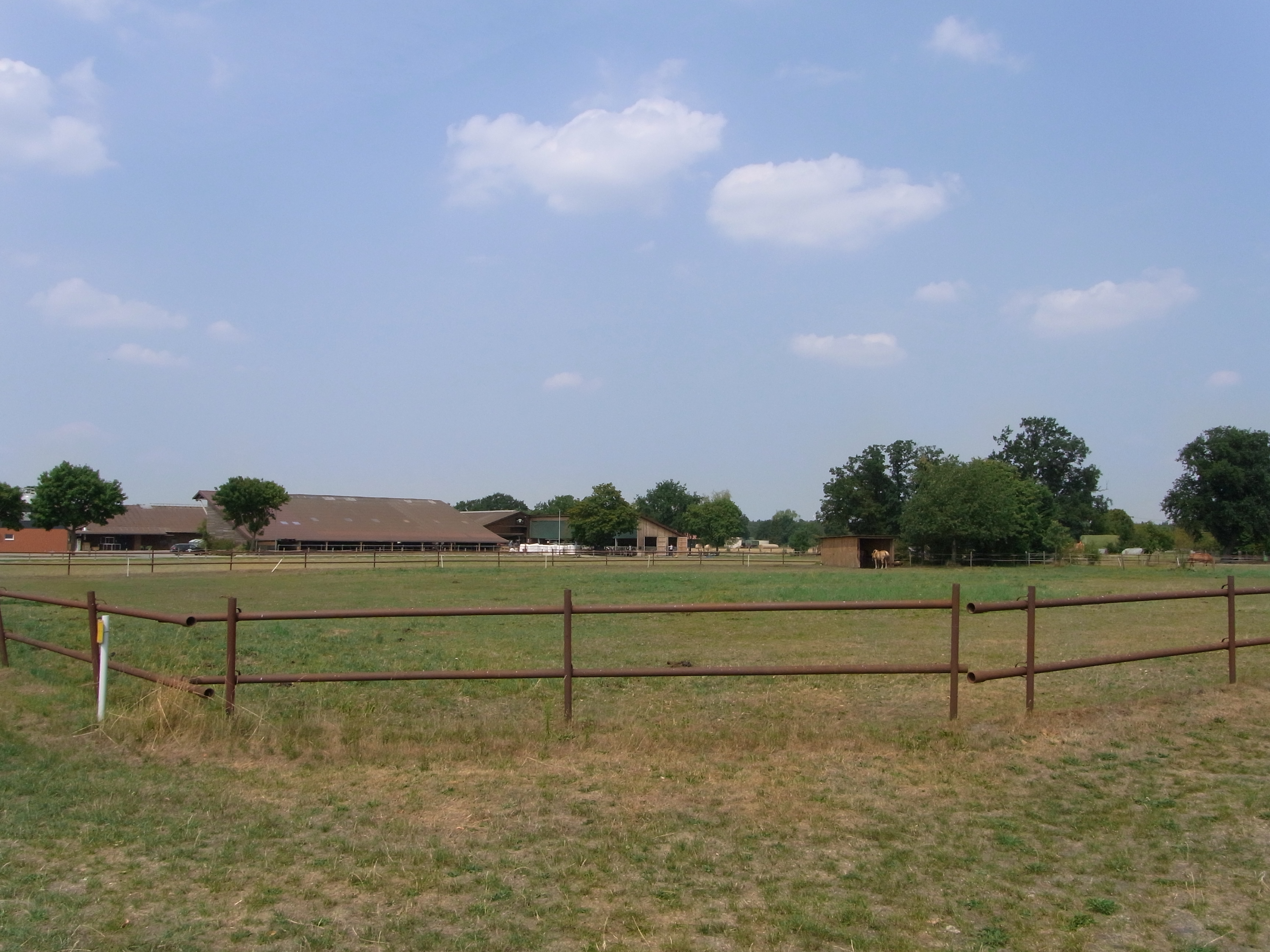
Landwirtschaftlich genutzte Fläche mit Stallungen und Molkerei bei Sprockhof

## Wirtschaft und Infrastruktur

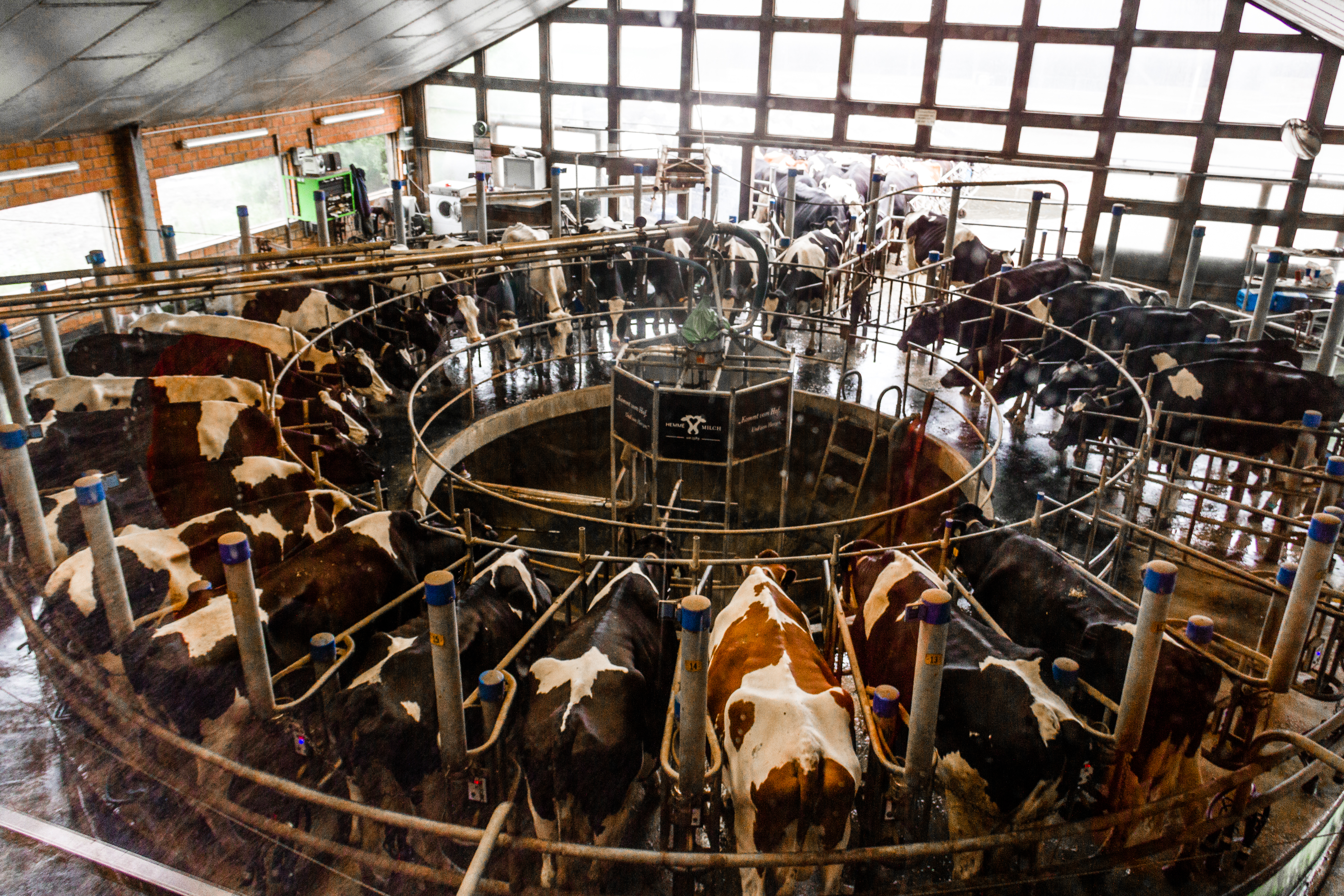
Das Melkkarussel bei Hemme-Milch kann während der Führungen besichtigt werden

### Unternehmen
Sprockhof wird, wie auch die gesamte Wedemark, zum großen Teil durch die Landwirtschaft geprägt. Die in Sprockhof ansässige Molkerei Hemme-Milch mit 1200 m² Hallenfläche verarbeitet täglich etwa 8000 Liter Milch. Sie ist die einzige Molkerei in Norddeutschland, die keine ESL-Milch, sondern ausschließlich traditionell hergestellte, lediglich pasteurisierte Milch produziert.

### Verkehr
Sprockhof liegt unweit der Bundesautobahn 7, nordwestlich der Ausfahrt Berkhof im äußersten Norden der Wedemark an der Landesstraße 190. In der Nähe verlaufen einige Bundesstraßen.
Der nächste Bahnhof an der Strecke Hannover–Soltau (Heidebahn) ist Lindwedel. Sprockhof wird von der Buslinie 695 des Großraum-Verkehrs Hannover bedient.
Die Entfernung zum Flughafen Hannover-Langenhagen beträgt knapp 22 km.